# Sega Superstars Tennis
Sega Superstars Tennis è un videogioco sportivo sviluppato da Sumo Digital e pubblicato da SEGA nel 2008 per diverse piattaforme. Nel 2013 il titolo è stato convertito per OS X da Feral Interactive.

## Modalità di gioco
In Sega Superstars Tennis sono presenti 16 personaggi, otto dei quali immediatamente disponibili.
- Sonic
- AiAi
- NIGHTS
- Ulala
- Beat
- Amigo
- Tails
- Dr. Eggman
- Alex Kidd (da sbloccare)
- Amy (da sbloccare)
- Gilius (da sbloccare)
- Gum (da sbloccare)
- MeeMee (da sbloccare)
- Pudding (da sbloccare)
- Reala (da sbloccare)
- Shadow (da sbloccare)

## Accoglienza
| Testata         | Versione | Giudizio |
| --------------- | -------- | -------- |
| Play Generation | PS3      | 84/100   |

La rivista Play Generation diede alla versione per PlayStation 3 un punteggio di 84/100, trovandolo un gioco di tennis divertente, contraddistinto da uno spirito arcade e dalle celeberrime mascotte di SEGA.